# Alcaravão-americano
Alcaravão-americano ou téu-téu-da-savana (Hesperoburhinus bistriatus), popularmente conhecido como téu-téu-da-savana, é uma ave da família Burhinidae. O nome “téu-téu” é onomatopaico.

## Subespécies
Quatro subespécies são reconhecidas, que diferem em tamanho e tom da plumagem, mas a variação individual faz com que a identificação entre elas seja difícil.
- Hesperoburhinus bistriatus bistriatus (Wagler, 1829) - ocorre do sul do México até o noroeste da Costa Rica;
- Hesperoburhinus bistriatus dominicensis (Cory, 1883) - ocorre na ilha Hispaniola no Caribe;
- Hesperoburhinus bistriatus pediacus (Wetmore & Borrero, 1964) – ocorre no norte da Colômbia;
- Hesperoburhinus bistriatus vocifer (L'Herminier, 1837) - ocorre da Venezuela até a Guiana e no extremo norte do Brasil.

## Distribuição e habitat
O téu-téu-da-savana ocorre desde o sul do México até Colômbia, Venezuela e extremo norte do Brasil. Também ocorre na ilha Hispaniola e algumas ilhas venezuelanas, e é um vagante muito raro em Trinidad, Curaçao e Estados Unidos. Ele prefere campos áridos, savanas e outros habitats secos e abertos.

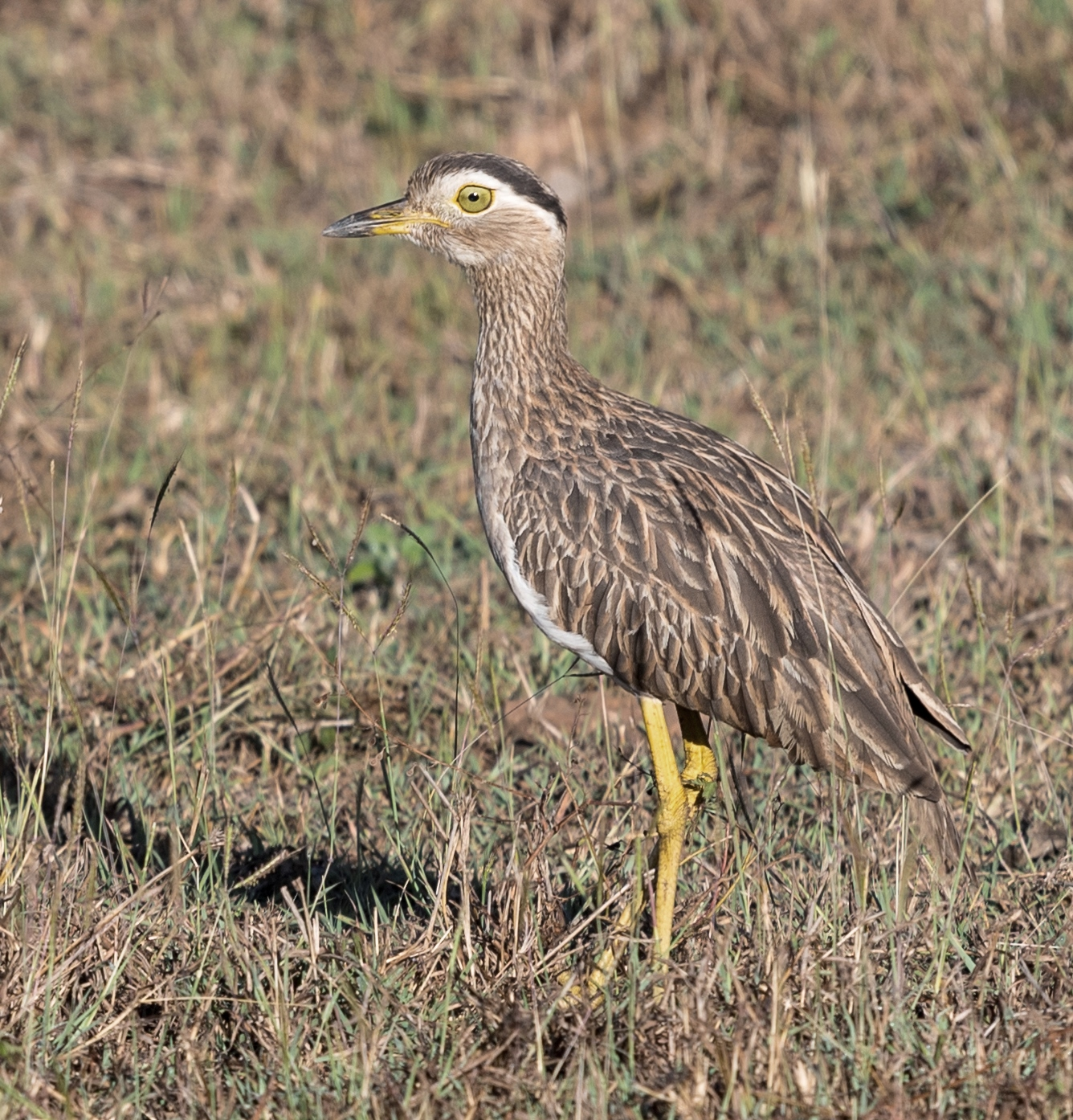

## Descrição
O téu-téu-da-savana é uma ave de médio-grande porte com um forte bico preto e amarelo, grandes olhos amarelos, que lhe dão uma aparência de réptil, e uma plumagem críptica. O adulto tem de 46 a 50 cm de comprimento e pesa cerca de 780 g. Tem as partes superiores finamente listradas de marrom-acinzentado e pescoço e peito mais claros e marrons que se fundem com o ventre branco. A cabeça tem um supercílio branco, acima rodeado por uma faixa preta. Os juvenis são semelhantes aos adultos, mas têm a parte superior castanha ligeiramente mais escura e a nuca esbranquiçada. A espécie é marcante quando em voo, com uma mancha branca na asa superior escura e uma asa inferior branca com uma borda traseira preta.

## Hábitos e alimentação
O téu-téu-da-savana é amplamente noturno e crepuscular. Ele voa apenas com relutância, confiando em agachar-se e camuflar-se para se esconder. A espécie se alimenta de grandes insetos e outros pequenos vertebrados e invertebrados. Às vezes é semidomesticado por causa de sua função útil no controle de insetos e tem se beneficiado da derrubada de matas para a criação de pastagens.

## Reprodução
São postos dois ovos marrom-oliva, que são incubados por ambos os pais por de 25 a 27 dias até a eclosão. Os filhotes felpudos são precociais e logo deixam o ninho.